# Borowiec (Piotrków)
Borowiec [pronunciación en polaco: /bɔˈrɔvjɛt͡s/] es un pueblo ubicado en el distrito administrativo de Gmina Aleksandrów, dentro del Distrito de Piotrków, Voivodato de Łódź, en Polonia central. Se encuentra aproximadamente a 4 kilómetros al noreste de Aleksandrów, a 26 kilómetros al sureste de Piotrków Trybunalski, y a 66 kilómetros al sureste de la capital regional Lodz.
El pueblo tiene una población de 140 habitantes.